# Cyclospermum laciniatum
Cyclospermum laciniatum är en flockblommig växtart som först beskrevs av Dc., och fick sitt nu gällande namn av Lincoln Constance. Cyclospermum laciniatum ingår i släktet kvarnsellerier, och familjen flockblommiga växter. Inga underarter finns listade i Catalogue of Life.